# 馮琰貴
柔徽皇太后（越南语：／，1444年—1490年1月14日（洪德二十年十二月二十四）），名馮琰貴（越南语：／），越南後黎朝妃嬪、皇太后（追封）。黎聖宗妻、黎德宗之母，黎襄翼帝的祖母。
馮琰貴是馮文達的女兒，17歲入宮時成為黎聖宗的妃子。到1461年，馮琰貴被封為修媛，六年後生下建王黎鑌，即後來追封為皇帝的黎德宗。
襄翼帝即位後，追尊祖母馮琰貴為柔徽積光皇太后（而非太皇太后）（越南语：／）。其最終諡號為柔徽積光純聖欽慎溫穆嘉和良信敦淑貞憲彰福皇太后（越南语：／），另作柔懿皇太后。